# Москаленко, Митрофан Иванович
Митрофа́н Ива́нович Москале́нко (5 (17) августа 1896 года, село Слобода Лушниковка, Лушниковская волость, Острогожский уезд, Воронежская губерния — 1966 год, город Москва) — советский военачальник. Генерал-полковник береговой службы (1944).

## Биография
Родился 5 (17) августа 1896 год в селе Слобода Лушниковка Воронежской губернии.
В 1915 году (в 18-19 лет) был призван в Русскую армию. Рядовой, отделённый, взводный унтер-офицер учебной команды телеграфного батальона, ст. унтер-офицер.

### Гражданская война

Орловский военный округ (1918 г.)

С сентября 1918 года в рядах формирующейся Красной армии.
Окончил повторные курсы при Орловских инженерных курсах красных командиров (сентябрь — ноябрь 1918). Затем в течение двух лет (с сентября 1918 по сентябрь 1920) — инструктор инженерной роты, делопроизводитель в Орловском ВО.
В 1919 году вступил в партию большевиков. Участвовал в Гражданской войне на Южном фронте.
13 октября 1919 Орёл был взят войсками Деникина. В октябре Красная армия перешла в контрнаступление и 20 октября отбила город.
С сентября 1920 года по август 1923 Митрофан Москаленко служил на Украине: секретарь парторганизации военно-полевого строительства по укреплению Одесского и Очаковского районов береговой обороны, военком инженерного батальона, военком 1-го отдела военно-полевого строительства, помощник военкома Одесской, Киевской инженерных дистанций, с августа 1923 — военком Волынской инженерной дистанции, с февраля 1924 военком Одесского и Очаковского районов береговой обороны, с октября 1926 — военком Северо-Западного районов береговой обороны. С 1928 года военный комиссар Днепровской военной флотилии. В апреле 1930 года направлен на учёбу, в марте 1931 окончил Курсы усовершенствования высшего начальствующего состава. С марта 1931 по 1932 - помощник командующего и начальник полит отдела Амурской военной флотилии.
В 1935 году окончил Военно-морскую академию имени К. Е. Ворошилова. С мая 1937 - начальник штаба, с декабря 1937 - исполняющий обязанности начальника Военно-морского инженерного училища имени Ф. Э. Дзержинского. С июня 1938 года первый заместитель начальника Военно-морской академии имени К. Е. Ворошилова.
В январе 1939 года Москаленко был переведён в запас. Однако уже через полгода, в июне, он снова на службе — назначен командиром Главного военного порта.

### Управление тыла Балтийского флота
С июня 1939 капитан 2-го ранга Митрофан Москаленко — командир Главного военного порта Балтийского флота. С октября 1939 года — начальник Управления тыла Балтийского флота.
После завершения советско-финской «Зимней» войны и подписания 12 марта 1940 года мирного договора, СССР среди прочего получил от Финляндии в аренду на 30 лет полуостров Ханко для создания на нём военно-морской базы. Сразу же, в марте, туда отправился первый самолёт с начальником тыла КБФ капитаном 1 ранга М. И. Москаленко, назначенным командиром базы капитаном 1 ранга С. Ф. Белоусовым, представителями погранохраны и рядом других должностных лиц.
Комбриг (15.04.1940). 4 июня 1940 года ему присвоено воинское звание генерал-майора береговой службы.

#### Великая Отечественная война
10 июля 1941 года начальник тыла Балтийского флота генерал-майор М. И. Москаленко вместе с командующим флотом вице-адмиралом В. Ф. Трибуцем из Таллина на торпедных катерах прибыли на советскую военно-морскую базу Ханко.
С начала августа советские войска в Таллине обороняли столицу образованной годом ранее Эстонской ССР и главную базу Балтийского флота Красной Армией от немецких войск. В конце августа Митрофан Москаленко возглавлял специальную эвакуационную комиссию, которая занималась эвакуацией из Таллина людей и имущества.

«Нужно отдать должное начальнику тыла флота Митрофану Ивановичу Москаленко, его энергии, заботе о сохранении для флота ценнейшего имущества. Было вывезено из Таллина около 15 тысяч тонн технического имущества, в том числе базовые запасы эскадренных миноносцев, аккумуляторные батареи для подводных лодок, баббит, листовая и сортовая сталь, цветные металлы, электрооборудование, кабели, провода, станки и другие материальные ценности. Эти запасы позволили осуществлять ремонт кораблей флота почти без завоза технического имущества из центра в течение двух лет блокады в Ленинграде.»

В. Ф. Трибуц. Балтийцы сражаются. — М.: Воениздат, 1985. — С. 56.

В декабре 1941 года Москаленко участвовал в разработке плана завоза продовольствия в оказавшийся в блокаде Ленинград.

«В который уже раз вместе с начальником тыла фронта Ф. Н. Лагуновым и заместителем командующего Балтийским флотом М. И. Москаленко мы рассматривали проект плана завоза продовольствия с Большой земли. Тонкий лед на Ладоге создавал непреодолимые препятствия. В поисках решения я высказал такую мысль: передать на довольствие населения аварийные запасы муки и других продуктов со специальных кораблей, а также сухари из неприкосновенного фонда войск.»

Д. В. Павлов — Голод. «Стойкость». М.: Политиздат, 1983.

3 января 1942 года получил звание генерал-лейтенанта береговой службы.
8 июля 1945 года получил звание генерал-полковника береговой службы.

### Послевоенная служба
В 1946 году Краснознамённый Балтийский флот был разделён на Северо-Балтийский флот (СБФ) и Юго-Балтийский флот (ЮБФ). С февраля 1946 года Митрофан Иванович начальник тыла Северо-Балтийского флота. В 1947 году Северо-Балтийский флот был переименован в 8-й военно-морской флот.
С марта 1947 по август 1949 — начальник управления тыла Военно-морских сил СССР.
С августа 1949 по март 1950 — заместитель главкома ВМС СССР по тылу — начальник тыла ВМС СССР.
С марта 1950 по апрель 1953 — зам. ВММ по тылу. 5 мая 1952 года переаттестован, генерал-полковник.
С апреля 1953 по январь 1956 — начальник тыла ВМФ.
В январе 1956 года в возрасте 59 лет Митрофан Иванович ушёл в запас.

### В отставке

Могила Москаленко на Новодевичьем кладбище Москвы.

Умер 4 ноября 1966 года в Москве. Похоронен на Новодевичьем кладбище. Некролог был опубликован 10 ноября в издании «Красная звезда».

## Награды
- орден Ленина (21.02.1945)
- три ордена Красного Знамени (1943, 3.11.1944, 1949)
- орден Нахимова 1-й степени (24.05.1945)
- орден Отечественной войны 1-й степени (22.02.1944)
- орден Красной Звезды (1940)
- медали СССР

## Память
После смерти его имя было присвоено большому десантному кораблю проекта 1174 (бортовой номер 020, в составе ВМФ с 1989 по 2006 год, пункт базирования — Североморск).
Имя «Митрофан Москаленко» получил универсальный десантный корабль проекта 23900, строительство которого с 2020 года ведется на верфи «Залив» (г. Керчь).